# ソンターラン現る
「ソンターラン現る」（ソンターランあらわる、原題："War of the Sontarans"）は、イギリスのSFドラマ『ドクター・フー』の第13シリーズ第2話であり、Doctor Who: Flux として知られる六部作エピソードの第2部。2021年11月7日にBBC Oneで最初に放送された。

## 制作
脚本はショーランナーであり製作総指揮のクリス・チブナル、監督は前話「ハロウィーンの黙示録」および第4話「天使たちの村」と共にジェイミー・マグナス・ストーンが担当した。
本作では13代目ドクター（演：ジョディ・ウィテカー）とヤズミン・カーン（演：マンディップ・ギル）、およびダン・ルイス（演：ジョン・ビショップ）が登場する。

## 放送
「ソンターラン現る」は Flux と題された六部作の物語の第2部として2021年11月7日に放送された。イギリスでのその晩の視聴者数は396万人であった。放送から7日以内に全プラットフォームで視聴した人数の総数は510万人であり、その週のイギリスの全てのテレビ番組において13番目、BBC Oneに限れば4番目に多く視聴された番組となった。Audience Appreciation Index の値は77を記録した。
アメリカ合衆国では同日にBBCアメリカで放送されており、前週に放送された「ハロウィーンの黙示録」から時間枠を元に戻して放送された。日本では2022年10月25日にHuluでの第13シリーズの配信が報じられ、11月3日より第1話「ハロウィーンの黙示録」および第3話「ポストフラックス」と共に配信が開始された。日本語字幕版のみであり、吹替版の配信は無い。

## 批評
| 専門評論家によるレビュー | 専門評論家によるレビュー |
| レビュー・スコア         | レビュー・スコア         |
| 出典                     | 評価                     |
| ------------------------ | ------------------------ |
| ラジオ・タイムズ         | [ 16 ]                   |
| The A.V. Club            | B                        |
| インデペンデント         | [ 18 ]                   |
| ザ・テレグラフ           | [ 19 ]                   |

ラジオ・タイムズのパトリック・マルケーンは、地球を前線基地にするというクラシックシリーズと本作の設定の類似性を挙げながら、本作で一新されたソンターランのデザインを賞賛し、またソンターランを演じたジョナサン・ワトソンおよびダン・スターキーの演技を高く評価した。その一方で、彼は短いCGIのシーンに賛辞を送りながらも、戦争の場面が平凡であり、アクションが不十分でワンパターンだったと述べた。彼は冒頭部を認めながらも、ソンターランのシナリオが低迷したとし、またジョン・バロウマンの出演が認められなかったことから脚本に変更が加えられたのではないかと推論した。最後に彼はクリフハンガーを高く評価した後、次回予告がクリフハンガーを台無しにしていると指摘してレビューを締め括った。
The A.V. Club のキャロライン・セイドは、ソンターランが複数の時代で多面的な時間攻撃を行うという独自性を誉め、また今シリーズ全体に渡るフラックスの謎についても上手く機能していることを認め、第13シリーズには期待できるとコメントした。彼女はサラ・パウエルが演じたメアリー・シーコールについて本作を通して彼女の歴史的な行いを初めて知ったと述べ、同じく歴史上の人物を扱った「スパイフォール」も引き合いに出しつつ『ドクター・フー』が歴史教育という原点に立ち返ったと賞賛した。ただし、それ以外のソンターランに関する部分については否定的な見解であり、特に13代目ドクターの個性が生かされていないとも指摘した。第13シリーズ全体に関わる悪役の演出にも言及した後、本シリーズの今後に期待する形で彼女はレビューを終えた。
インデペンデントのイソベル・ルイスは、前話「ハロウィーンの黙示録」の登場人物についてほとんど記憶に残らなかったと批判しつつ、本作ではストーリーに進展があったとした。彼女はCGIを粗雑であると批判しつつ、ヴィンダー役のジェイコブ・アンダーソンが『ゲーム・オブ・スローンズ』での役よりも印象に残るものであったとした。彼女は、第13シリーズを通したクリス・チブナルの試みが挑戦的なものであることを指摘し、今後の展開が読めないことを述べ、ジョディ・ウィテカーがドクター役を演じる最後の晴れ舞台が無駄にならないことに期待を寄せた。
ザ・テレグラフのマイケル・ホーガンは、ようやくクリス・チブナルが本領を発揮し始めたと賞賛し、チブナルの脚本はある程度長い物語に適しているとコメントした。また、彼は新シリーズでギャグに用いられていたソンターランが残虐な存在に立ち返ったことを賞賛し、シーコールが視聴者の目線に立ったキャラクターとして機能していることも高く評価した。彼はダン・ルイスが先代コンパニオンであったグレアム・オブライエンよりもアクションヒーローとしての高い説得力を持つことも認めた。なお、チブナルが『マイノリティ・リポート』や『バック・トゥ・ザ・フューチャー』およびマーベル・シネマティック・ユニバースをオマージュしていることについては批判的であった。最終的に、彼は「ソンターラン現る」が最高の作品ではなかったと指摘しつつも、近年のチブナルの作品に比べると改善されているとコメントした。